# 友岸外包
友岸外包是美國實施的一項外交及貿易政策，旨在要求企業撤離跟美國有地緣政治衝突的國家，轉而優先與盟國或價值觀相近的國家發展貿易關係，並建立彼此互助的供應鏈。

## 歷史
類似的概念最早由美國國際開發署副署長邦妮·葛莉克提出
，她以「盟友外包」（英語：Allied-shoring）一詞描述美國未來的國際經濟戰略。2022年4月，美國財政部長珍妮特·葉倫在演說中首次提到「友岸外包」這個術語；同年6月，白宮發表一份關於建立有彈性供應鏈的報告，內容使用「同盟與友岸外包」來討論今後的國家供應鏈政策。

## 各方反應
加拿大副總理方慧蘭呼籲西方國家應積極響應友岸外包這一個概念，減少與專制國家的貿易往來。
顧問公司AgileBuyer與全法採購委員會的一項調查指出，已有近半數的法國公司正在考慮轉移產品供應地，該調查報告認為印度將會在供應鏈的轉移過程中獲利。
《外交政策》一篇分析文章表示，世界正逐漸分裂成兩個對立的集團，企業未來將再也無法忽視地緣政治上的風險。